# Route privée

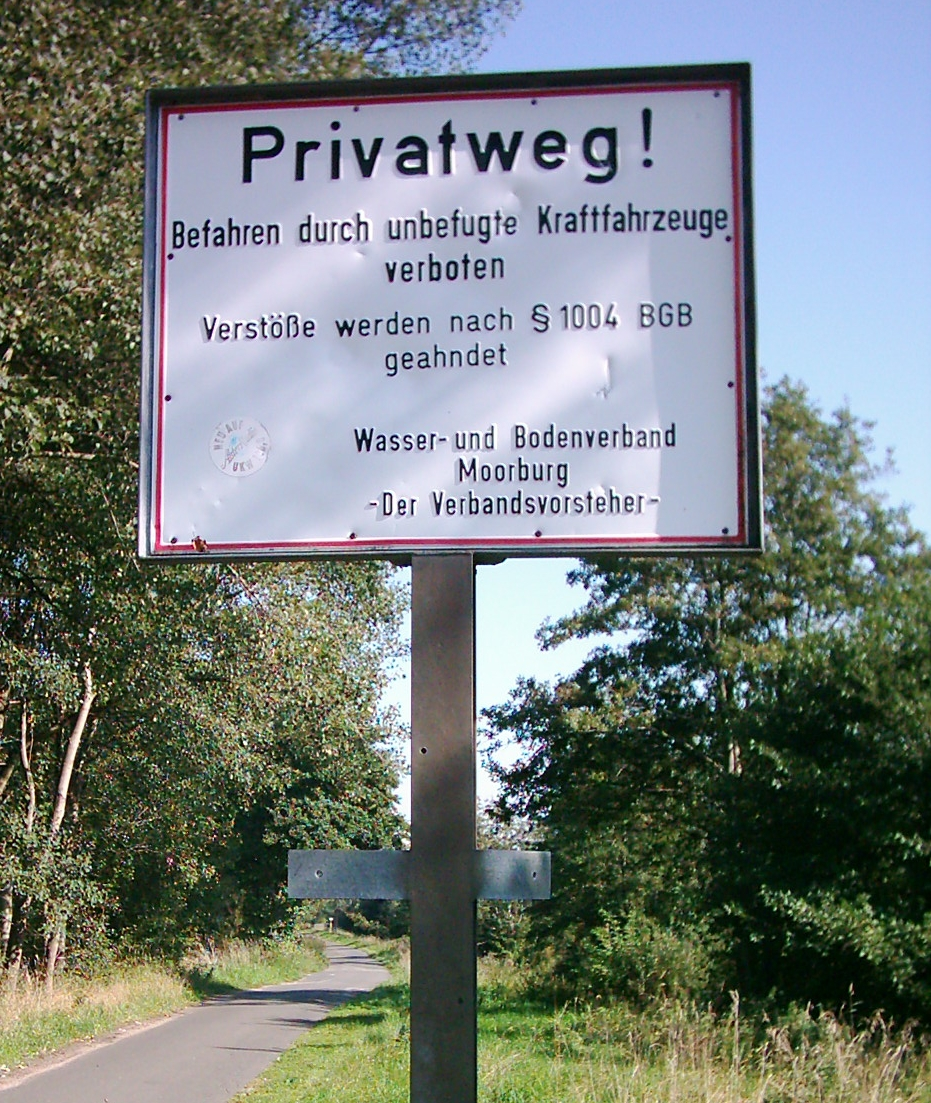
Panneau indiquant une route privée dans la région d'Hambourg en Allemagne

Une route privée est une route détenue et entretenue par une personne privée, une organisation privée ou une entreprise privée, et non par l'État. En conséquence, l'utilisation non autorisée de la route peut être considérée comme une intrusion et quelques-unes des règles habituelles de la route peuvent ne pas être appliquées.
Le type le plus commun est une route résidentielle, maintenue par une association de propriétaires, une coopérative d'habitation, ou un autre groupe de propriétaires de maisons individuelles.

## Aux États-Unis
Par exemple aux États-Unis, les zones privées de Saint-Louis dans le Missouri, Rossmoor en Californie, Celebration en Floride, John Camp Hay à Baguio, Borocay, Ayala et le développement entre Fort Bonifacio Makati et Pasig à Laredo, au Texas, et Ford près de la colonie de Williamsburg en Virginie).

## En Europe
Il existe également des réseaux d'autoroutes privées en Italie et dans d'autres pays. L'entretien de ces routes est généralement payé par des péages d'utilisation. L'Angleterre et le Pays-de-Galles semblent avoir environ 40 000 routes privées[réf. souhaitée]. Elles ne sont pas sous la responsabilité de l'autorité locale, de manière à être maintenues par les résidents.
L'utilisation publique a néanmoins au fil du temps créé des droits de passage, bien que la partie 6 de la loi[Laquelle ?] sur l'environnement naturel et les collectivités rurales, en vigueur à partir du 2 mai 2006, ait eu pour conséquence l'extinction de nombreux droits de passage pour les véhicules à moteur dans les chemins privés. Les associations de routes privées gèrent les deux tiers du réseau routier en Suède.
En 2001, une évaluation demandée par le gouvernement[Lequel ?] a montré que le coût d'exploitation et d'entretien des routes privées est souvent inférieur à la moitié du coût de la gestion publique des routes.[réf. souhaitée]